# Moclinejo
Moclinejo és un municipi d'Andalusia, a la província de Màlaga. Limita amb els municipis de Màlaga, Totalán, Rincón de la Victoria, Macharaviaya, El Borge i Almáchar.